# Светла Коева
Светла Пенева Коева е българска езиковедка, доктор по филология (структурна, приложна и математическа лингвистика) и професор в Института за български език при БАН, където е ръководител на Секцията по компютърна лингвистика.

## Биография
Родена е на 4 юли 1961 г. в Чирпан. Основно и средно образование получава в Пловдив, където живее от 1967 г. Между 1979 и 1983 г. следва българска филология в Пловдивския университет. През 1986 г. става редовен докторант в Института за български език при БАН. През 1991 г. е избрана за научен сътрудник там. През 1990 г. защитава докторска дисертация на тема „Тематични отношения в текста“ с научен ръководител проф. Йордан Пенчев. През 1999 г. се хабилитира като старши научен сътрудник II степен.
Била е председател на Българската асоциация по компютърна лингвистика и директор на Института за български език при БАН (2012 – 2020). 
Чете лекционните курсове Увод в компютърната лингвистика и Съвременни лингвистични теории в Софийския университет „Св. Климент Охридски“ и Синтаксис на българския език в Пловдивския университет „П. Хилендарски“.
Светла Коева е ръководителка на множество международни научни проекти, свързани с компютърната обработка на естествените езици.
Авторка е на пет книги, студии и статии, свързани с формалното описание на българския език на морфологично и синтактично равнище.